# La Couarde
La Couarde är en kommun i departementet Deux-Sèvres i regionen Nouvelle-Aquitaine i västra Frankrike. Kommunen ligger i kantonen La Mothe-Saint-Héray som tillhör arrondissementet Niort. År 2018 hade La Couarde 272 invånare.

## Befolkningsutveckling
Antalet invånare i kommunen La Couarde
| Referens: INSEE |